# Туризм в Милане
Итальянский город Милан — одно из самых посещаемых туристических направлений в Европейском союзе. В 2014 году город посетили 6,05 млн гостей, что являлось 24-м показателем в мире по количеству туристических визитов. Согласно одному источнику 44 % туристов — итальянцы, гости из-за рубежа составляют 56 %. Наиболее важными рынками в Европейском Союзе являются Великобритания (16 %), Германия (9 %) и Франция (6 %).

## Туризм сегодня и статистика
По данным одного исследования большинство посетителей из Соединённых Штатов приехали по деловым вопросам, в то время как китайские и японские туристы, в основном, занимают сегмент досуга. Город славится несколькими популярными туристическими достопримечательностями, такими как Миланский собор и Соборная площадь, театр Ла Скала, стадион Сан-Сиро, галерея Виктора Эммануила II, замок Сфорца, Пинакотека Брера и Виа Монтенаполеоне. Чаще всего туристы посещают Миланский Собор, замок Сфорца и театр Ла Скала. Другие достопримечательности, такие как базилика Святого Амвросия, район Навильи и квартал Брера менее посещаемы туристами. Милан — одно из самых недооценённых туристических направлений в Италии, часто занимает четвёртое или пятое место в списках наиболее желанных итальянских городов для путешественников.
Согласно результатам того же исследования, 60 % туристов, посещающих Милан — мужчины, а 40 % — женщины. Более 58 % туристов прилетают на воздушном транспорте, а 26 % прибывают сюда автотранспортом.
Посетители ценят Милан по разным причинам; например, 65 % посетителей говорят, что общественный транспорт выгоден, а 35 % считают, что это дорого и не отвечает требованиям. Как правило, туристы обнаруживают, что в Милане есть хорошие возможности для развлечения и культурной жизни (магазины, рестораны, музыка, ночная жизнь и искусство), что досуг организован хорошо и на профессиональном уровне. В целом среднестатистический турист, посещающий Милан, остаётся доволен городом; более 63 % туристов говорят, что поездка соответствовала их ожиданиям, 80 % хотели бы вернуться, а 74 % посоветуют поехать другу. Туристы считают, что такси эффективны и их легко найти, а коммуникации (имеются в виду рекламные акции и достопримечательности) хороши. Однако многие говорят, что зелёных насаждений не хватает, что город очень дорогой, а средний уровень знания английского языка не очень высокий.

### Гостиницы
В городе есть множество гостиниц, в том числе роскошных, таких как Principe di Savoia и 7-ми звездочный Town House Galleria. Среднее время пребывания одного туриста в городе составляет 3.43 ночи. Иностранцы остаются на более длительный период времени, 77 % из них проводят в среднем 2-5 ночей. Из тех 75 % посетителей, которые останавливаются в гостиницах, наиболее популярны 4-звёздные (47 %). 11 % выбирают 5 звезд, а 15 % поселяются в гостиницах с менее чем тремя звездами. В среднем посетители города считают, что условия проживания отвечают высоким требованиям, а обслуживание профессиональное, но также очень дорогое.

### Рестораны и места общественного питания
В дополнение к уникальной кухне в Милане есть несколько всемирно известных ресторанов и кафе. Более изысканные рестораны высшего класса сосредоточены в историческом центре города, в то время как традиционные и массовые в основном расположены в районах Брера и Навильи. Сегодня в Милане также есть японский ресторан Нобу, который находится в Armani World на Виа Мандзони и считается одним из самых модных ресторанов в городе. Одним из самых шикарных кафе города является кафе-пекарня Caffè Cova — старинная миланская кофейня, открытая в 1817 году недалеко от театра Ла Скала, имеющая также франшизы в Гонконге. Biffi Caffè и Zucca в Галерее также знаменитые исторические кафе. Среди других ресторанов в Милане выделяются ресторан гостиницы Four Seasons, La Briciola, Marino alla Scala и Люстра. Сегодня в городе есть несколько новых бутик-кафе. Например Just Cavalli Café, принадлежащий дизайнеру модной одежды Роберто Кавалли.